# Konstantin Abolajew
Konstantin Wasiljewicz Abolajew (ros. Константин Васильевич Аболяев, ur. 1902 w stanicy Sławiany w guberni mohylewskiej, zm. 10 lutego 1938) – radziecki działacz partyjny.

## Życiorys
Miał wykształcenie średnie, od 1919 członek RKP(b), od kwietnia 1934 do stycznia 1936 I sekretarz Komitetu Miejskiego WKP(b) w Złatouście, od 20 czerwca do lipca 1937 II sekretarz Komitetu Obwodowego WKP(b) w Swierdłowsku, od 18 lipca 1937 do 8 marca 1938 p.o. I sekretarza Komitetu Obwodowego WKP(b) w Saratowie.
11 listopada 1937 aresztowany, 8 lutego 1938 skazany na śmierć przez Wojskowe Kolegium Sądu Najwyższego ZSRR, następnie rozstrzelany. 30 czerwca 1956 pośmiertnie zrehabilitowany.